# Luis Ernesto Pérez
Luis Ernesto Pérez (12 de gener de 1981) és un exfutbolista mexicà.

## Selecció de Mèxic
Va formar part de l'equip mexicà a la Copa del Món de 2006.